# Малущенко Митрофан Єгорович
Митрофан Єгорович Малущенко (23 липня 1912, село Чутівка Полтавської губернії, тепер Оржицького району Полтавської області — 30 вересня 1985, місто Черкаси) — український радянський військовий і компартійний діяч. Герой Радянського Союзу (29.06.1945). Кандидат історичних наук (1950). Кандидат у члени ЦК КПУ в 1952—1954 роках. Член Ревізійної Комісії КПУ в 1954—1956 роках.

## Біографія
Народився 10(23) липня 1912 року у бідній селянській родині. Закінчив неповну середню школу та школу колгоспної молоді. Працював в колгоспі імені Петровського в Оржицькому районі і з 1930 року — робітником на будівництві Харківського тракторного заводу. Потім був на господарській та викладацькій роботах.
Член ВКП(б) з 1939 року.
У 1940 році закінчив Харківський державний університет, де пройшов вищу позавійськову підготовку за фахом стрільця-бомбардира.
З 1940 до 1941 року працював завідувачем кафедри марксизму-ленінізму в Луцькому вчительському інституті Волинської області. 
Учасник Другої світової війни. У Червону Армію призваний у червні 1941 року і спрямований на фронт. Безпосередньо в полку пройшов навчання в школі штурманів. Літав штурманом у складі екіпажу гвардії майора Боброва 86-го бомбардувального авіаційного полку 8-ї повітряної армії Південно-Західного, Сталінградського, Південного, 4-го Українського фронтів. Потім був штурманом ескадрильї 134-го гвардійського бомбардувального авіаційного полку (6-а гвардійська бомбардувальна авіаційна дивізія, 1-а повітряна армія, 3-й Білоруський фронт), гвардії капітан. До травня 1945 року здійснив 207 бойових вильотів на бомбардування опорних пунктів противника. 
З 1947 року — в запасі у званні майора Радянської Армії. Повернувся до викладацької діяльності. Вів курс історії ВКП(б) в Українській сільськогосподарській академії, був секретарем комітету КП(б)У Української сільськогосподарської академії. У 1950 році став кандидатом історичних наук. 
На початку 1950-х років (до січня 1954 року) працював 1-м секретарем Кагановицького (Московського) районного комітету КП(б)У міста Києва.
З січня 1954 року — на партійній роботі в Черкаській області. У січні 1954 — січні 1963 року — секретар Черкаського обласного комітету КПУ. У січні 1963 — грудні 1964 роках — секретар Черкаського сільського обласного комітету КПУ і заступник голови виконавчого комітету Черкаської сільської обласної ради депутатів трудящих — голова Черкаського сільського обласного комітету партійно-державного контролю. У грудні 1964 — січні 1966 року — секретар Черкаського обласного комітету КПУ і заступник голови виконавчого комітету Черкаської обласної ради депутатів трудящих — голова Черкаського обласного комітету партійно-державного контролю. У 1966 — 2 серпня 1972 року — секретар Черкаського обласного комітету КПУ.
З серпня 1972 року — персональний пенсіонер союзного значення. Перебуваючи на пенсії, кілька років працював директором Черкаського обласного краєзнавчого музею.
Похований у місті Черкасах.

## Нагороди
- Герой Радянського Союзу (29.06.1945)
- орден Леніна (29.06.1945)
- два ордени Червоного Прапора
- два ордени Вітчизняної війни 1-го ступеня
- орден Вітчизняної війни 2-го ступеня
- чотири ордена Трудового Червоного Прапора
- орден «Знак Пошани»
- угорський орден імені Шагварі
- медалі